# Јануар (албум)
Јануар је први студијски албум Ане Николић који је издат 23. августа 2003. године у издању куће Сити рекордс. Текстове је писала Марина Туцаковић, продуцент и композитор Александар Милић Мили, пратеће вокале певала је Леонтина Вукомановић, а у једној песми као специјални гост појављује се и Харис Џиновић.